# Jason Stackhouse
Jason Stackhouse è un personaggio immaginario del Ciclo di Sookie Stackhouse, una serie di romanzi scritti da Charlaine Harris.
È il fratello maggiore della protagonista della saga, Sookie Stackhouse, e viene introdotto primo libro, Finché non cala il buio (Dead Until Dark), pubblicato nel 2001 e vincitore di un Anthony Award nella categoria Best Paperback Mystery.
Jason è descritto come un donnaiolo, egoista e superficiale, che lavora come operaio nei cantieri stradali nell'immaginaria cittadina di Bon Temps, in Louisiana.
Nella serie televisiva della HBO True Blood, basata sui romanzi della Harris, Jason è interpretato dall'attore Ryan Kwanten.

## Biografia del personaggio
I suoi genitori sono morti in un diluvio, quando aveva dieci anni e la sorella Sookie sette, vennero cresciuti da nonna Adele, a cui è molto legato. Jason viene descritto come un donnaiolo, impegnato in numerose relazioni sessuali con molte donne di Bon Temps. Proprio questa sua fama di latin lover lo rende uno dei primi sospettati, quando alcune ragazze vengono assassinate in città. Nonostante in seguito venga provata la sua innocenza, la sua reputazione è ormai compromessa.
Come la sorella, anche lui discende dalle fate, fonte della forte attrazione sessuale che egli suscita nella gente. Il migliore amico di Jason è Hoyt Fortenberry, con cui è cresciuto fin da piccolo e con cui lavora nei cantieri stradali.
Nel quarto romanzo, Morto per il mondo, Jason scompare misteriosamente. Questo si verifica poco dopo l'inizio della relazione con Crystal Norris di Hotshot, una comunità di pantere mannare nei pressi Bon Temps. Durante le ricerche del fratello, Sookie scopre che Jason è stato rapito da un rivale geloso, che lo ha più volte morso, trasformandolo in una pantera mannara. In seguito alla sua trasformazione, Jason cerca di integrarsi nella comunità, dimostrandosi un ottimo cacciatore, ma non viene accolto pienamente a causa del fatto che egli non è nato mannaro, ma è stato morso.
Dopo vari aborti, Crystal rimane nuovamente incinta così Jason decide di sposarla, con la benedizione di Sookie e dello zio di lei, Calvin Norris. I giovani sposi sono entrambi immaturi e i problemi matrimoniali non tardano ad arrivare. Lei spende soldi più per lo shopping che per i bisogni primari ed entrambi hanno varie avventure extraconiugali. Il matrimonio finisce in tragedia, quando Crystal viene uccisa e crocifissa fuori dal Merlotte's, rendendo Jason uno dei primi sospettati, ma lui riesce a provare la sua innocenza.

## Adattamento televisivo
Nella serie televisiva della HBO True Blood, basata sui romanzi della Harris e sviluppata da Alan Ball, Jason è interpretato dall'attore australiano Ryan Kwanten. Ai fini della trama, il personaggio ha subito alcuni cambiamenti rispetto ai romanzi.

### Prima stagione

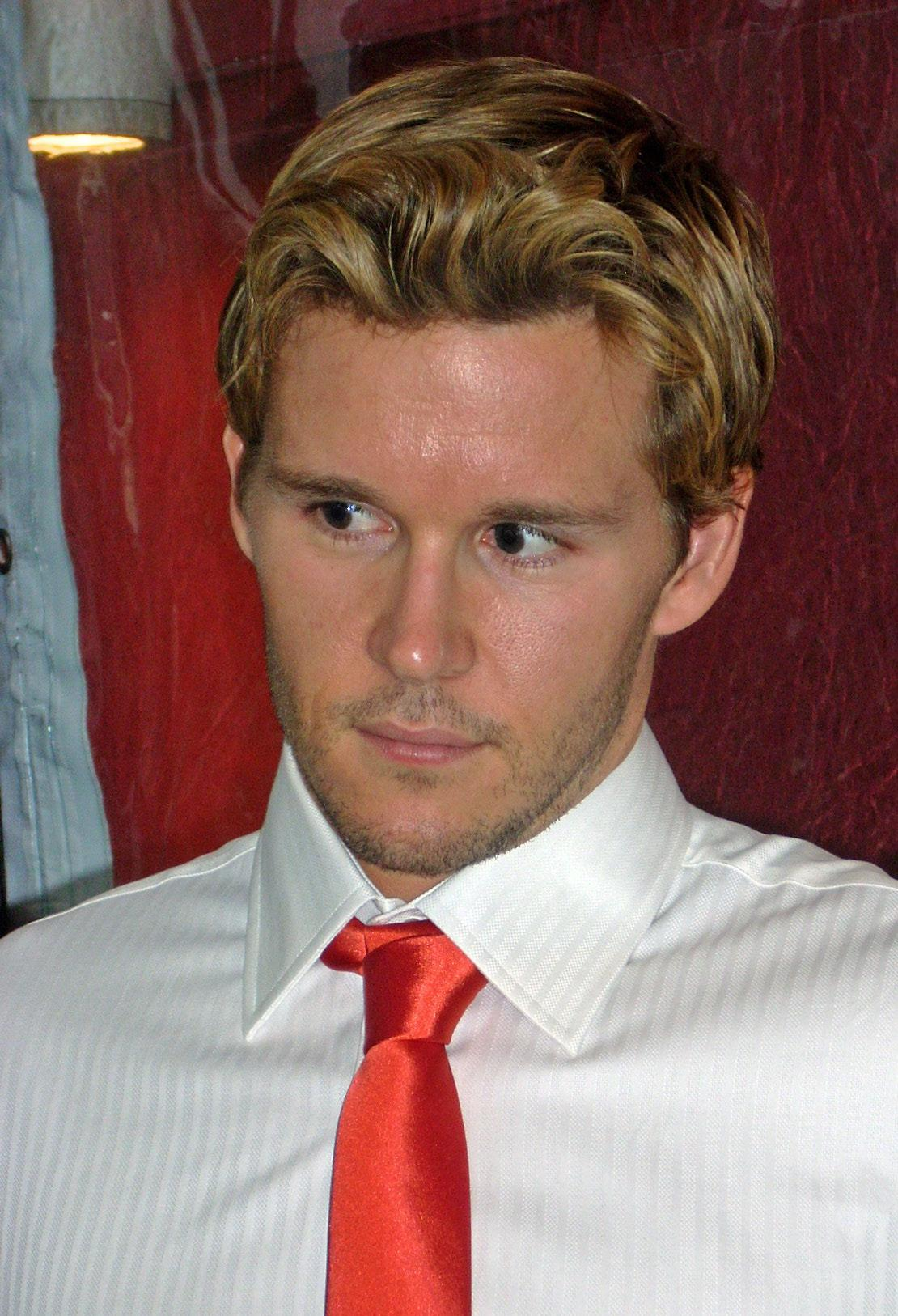
Ryan Kwanten interpreta Jason Stackhouse

All'inizio della prima stagione, Jason viene presentato come un rubacuori alle prese con le sue conquiste femminili. I guai iniziano per lui quando alcune donne a cui era legato muoiono misteriosamente, compresa l'amata nonna Adele. La prima vittima è stata Maudette Pickens, una donna sposata con cui ha avuto del sesso occasionale; Jason scopre che lei ha avuto un precedente rapporto sessuale con un vampiro. Dopo la morte della donna, Jason diventa uno dei primi sospettati, a causa di un loro incontro sessuale videoregistrato. In seguito la sua ex amante, Dawn Green, con cui ha avuto un breve ritorno di fiamma, viene trovata morta nel suo letto. Jason viene nuovamente sospettato e messo sotto torchio dal detective Andy Bellefleur.
A causa dello stress e per migliorare le sue prestazione sessuali, Jason inizia ad assumere il V, diventandone presto dipendente. Il V è il sangue di vampiro, venduto come droga e stimolante sessuale sul mercato nero. Inizialmente il V gli veniva fornito da Lafayette Reynolds, ma quando in seguito egli si rifiuta di venderglielo, Jason, ormai dipendente, si spinge fino al Fangtasia per ottenere ciò che vuole. Al Fangtasia incontra Amy Burley, una hippie instabile, anch'essa dipendente dal V. I due iniziano una relazione, in cui Jason si fa trascinare da Amy, arrivando a rapire un vampiro per utilizzarlo come fonte per il prezioso V.
Verso la fine della stagione Amy viene uccisa da Rene Lenier, alias Drew Marshall, amico e collega di Jason, che si rivela essere un assassino psicopatico, responsabile dalla morte di tutte le donne di cui è stato accusato Jason.

### Seconda stagione
Al fine di trovare la retta via, all'inizio della seconda stagione Jason si unisce alla Compagnia del Sole di Dallas, un'associazione religiosa anti-vampiri. Jason viene inserito nel programma di addestramento della Compagnia per diventare un soldato del Sole, diventando presto il prediletto dei coniugi Newlin. Jason viene ospitato nella loro dimora e diviene l'amante della trascurata moglie del reverendo, Sarah Newlin. Successivamente intuisce gli intenti poco pacifici della Compagnia e fugge assieme alla sorella, tenuta prigioniera dal reverendo.
Tornato a Bon Temps, Jason, con la collaborazione del detective Bellefleur, si prodiga per liberare la città dall'influsso della menade Maryann. Una volta che la menade viene uccisa e la tranquillità  torna in città, Jason uccide accidentalmente Benedict "Eggs" Talley, dopo averlo visto brandire un coltello contro Andy, credendolo ancora sotto l'influsso di Maryann. Jason fugge, lasciando nella disperazione la fidanzata di Eggs, Tara Thornton.

### Terza stagione
Dopo aver elaborato un piano per coprire l'omicidio di Eggs, nella terza stagione Jason ricatta Andy per poter entrare a far parte del corpo di polizia. Nel corso della stagione intreccia una relazione con una misteriosa ragazza di nome Crystal Norris.